# Episodi di Profiling (nona stagione)
La nona stagione della serie televisiva Profiling, composta da 10 episodi, è stata trasmessa in prima visione in Francia da TF1 dal 10 gennaio al 7 febbraio 2019.
In Italia la stagione è stata trasmessa in prima visione satellitare su Fox Crime, canale a pagamento della piattaforma Sky dal 21 febbraio al 21 marzo 2019.
| nº | Titolo originale             | Titolo italiano             | Prima TV Francia | Prima TV Italia  |
| -- | ---------------------------- | --------------------------- | ---------------- | ---------------- |
| 1  | Un nouveau départ – Partie 1 | Un nuovo inizio - 1ª parte  | 10 gennaio 2019  | 21 febbraio 2019 |
| 2  | Un nouveau départ – Partie 2 | Un nuovo inizio - 2ª parte  | 10 gennaio 2019  | 21 febbraio 2019 |
| 3  | Les maillons de la chaîne    | Gli anelli della catena     | 17 gennaio 2019  | 28 febbraio 2019 |
| 4  | Imaginaire                   | Immaginario                 | 17 gennaio 2019  | 28 febbraio 2019 |
| 5  | Jonah                        | Jonah                       | 24 gennaio 2019  | 7 marzo 2019     |
| 6  | Les yeux fermés              | Gli occhi della morte       | 24 gennaio 2019  | 7 marzo 2019     |
| 7  | Fuir                         | Fuggire                     | 31 gennaio 2019  | 14 marzo 2019    |
| 8  | Charnel                      | In coma                     | 31 gennaio 2019  | 14 marzo 2019    |
| 9  | Coup de foudre               | Colpo di fulmine            | 7 febbraio 2019  | 21 marzo 2019    |
| 10 | La vie rêvée                 | Una prigione a cielo aperto | 7 febbraio 2019  | 21 marzo 2019    |